# William Jones (homme politique)
Pour les articles homonymes, voir William Jones et Jones.
William Jones (né le 29 mars 1760 à Philadelphie et mort le 6 septembre 1831  à Bethlehem, en Pennsylvanie) est un homme politique américain, représentant de la Pennsylvanie entre 1801 et 1803 et secrétaire à la Marine entre 1813 et 1814, sous la présidence de James Madison.

## Biographie
Jones est née à Philadelphie, en Pennsylvanie. Apprenti dans un chantier naval, pendant la guerre d'indépendance américaine, il assiste à des combats lors des batailles de Trenton et de Princeton, avant de servir en mer. Dans les décennies qui suivirent la guerre, il fut un marchand prospère à Charleston, en Caroline du Sud et à Philadelphie. Il fut élu républicain à la Chambre des représentants des États-Unis en 1800 et se vit confier le poste de secrétaire de la marine en 1801, mais déclina et resta au Congrès jusqu'à la fin de son mandat en 1803.
La guerre de 1812 faisant rage, Jones devient secrétaire de la marine en janvier 1813. Sa politique contribue grandement au succès américain sur les Grands Lacs et à une stratégie de défense côtière et de raidies commerciales en haute mer. Vers la fin de 1814, vers la fin de son mandat, il fit des recommandations sur la réorganisation du département de la marine. Celles-ci ont conduit à la mise en place du système de la Commission des commissaires, qui a fonctionné de 1815 à 1842.
De mai 1813 à février 1814, Jones fut également secrétaire par intérim du Trésor et, en 1816, nommé président de la Deuxième banque des États-Unis. Jones est mort à Bethlehem, en Pennsylvanie.

## Crédit d'auteurs
- (en) Cet article est partiellement ou en totalité issu de l’article de Wikipédia en anglais intitulé « William Jones (statesman) » (voir la liste des auteurs).